# وادي الحسين
وادي الحسين، الذي يُشار إليه أحيانًا باسم وادي نصارة، عبارة عن وادي شرقي وملاصق لمدينة الخليل. يربط الوادي مستوطنة كريات أربع مع منطقة H2 التي تسيطر عليها إسرائيل في مدينة الخليل القديمة. حدود الوادي هي شارع عثمان بن عفان، المعروف أيضاً باسم شارع زيون أو طريق المصلّين في الغرب؛ وادي النصرة في الشمال. سور كريات أربع في الشرق. وادي الغروس والطريق الذي يربط كريات أربع بشارع صهيون في الجنوب.